# Bari manganat
Bari manganat là một hợp chất vô cơ với công thức BaMnO4. Nó được sử dụng như một chất oxy hóa trong hóa học hữu cơ. Nó thuộc về một loại hợp chất gọi là manganat, trong đó mangan nằm trong trạng thái oxy hóa +6. Manganat không nên nhầm lẫn với permanganat trong đó chứa mangan (VII). Bari manganat là một chất oxy hóa mạnh, phổ biến trong tổng hợp hữu cơ và có thể được sử dụng trong một loạt các phản ứng oxy hóa.

## Tính chất
Ion manganat (VI) là một ion d1 và là tứ diện với góc liên kết khoảng 109,5 °. Độ dài của liên kết Mn-O trong BaMnO4 và K2MnO4 đều bằng 1,66 Å. So với chiều dài liên kết Mn-O trong MnO2−
4 dài hơn MnO−
4 là 1.56 Å và ngắn hơn liên kết Mn-O được tìm thấy trong MnO2 là 1.89 Å. Bari manganat vô định hình với BaCrO4 và BaSO4. Bari manganat có thể xuất hiện như một tinh thể màu xanh đậm hoặc màu xanh lá cây đến đen. Bari manganat vô cùng ổn định, hoạt động và có thể được bảo quản trong nhiều tháng trời trong điều kiện khô ráo.

## Điều chế
Bari manganat có thể được điều chế từ kali manganat và bari chloride bằng phản ứng trao đổi để tạo ra bari manganat không tan:
BaCl2  + K2MnO4   →   2 KCl  +  BaMnO4

## Sử dụng trong tổng hợp hữu cơ
Bari manganat oxy hóa một số nhóm chức một cách có hiệu quả và hiệu quả. Nó không oxy hóa hydrocarbon bão hòa, anken, xeton không bão hòa, và amin bậc ba. Bari manganat là chất thay thế phổ biến cho MnO2. Dễ dàng hơn để chuẩn bị, phản ứng hiệu quả hơn và tỷ lệ oxy hóa chất nền: gần với lý thuyết.
Một sử dụng khác cho baran manganat là một sắc tố làm cho màu mangan màu xanh nghệ thuật. Nó không còn được sử dụng cho mục đích đó; thay vào đó, các nhà sản xuất sơn thay thế một màu xanh mangan tổng hợp.